# 李四川
李四川（1958年2月1日—），中華民國政治人物，中國國民黨籍，屏東縣琉球鄉中福村人，為公務員出身，現任臺北市副市長，曾任行政院秘書長、中國國民黨秘書長、臺北縣副縣長、新北市副市長、高雄市副市長。

## 經歷
- 歷任臺北市政府工務局新建工程處總工程司及處長、台北市政府工務局衛生下水道工程處處長、台北縣政府工務局局長。
- 臺北縣縣長周錫瑋任內出任台北縣副縣長。
- 2010年，臺北縣改制為新北市，朱立倫當選為首任市長，繼續留任副市长。
- 因陳威仁轉任內政部部長，被任命接替其行政院秘書長職務[3]。
- 2015年1月，朱立伦繼任中国国民党主席之后，被任命为中國国民党秘书长[4]。
- 2016年7月，回鍋擔任新北市副市長[5][6]。
- 2018年12月15日，接受高雄市市長當選人韓國瑜邀請出任副市長[7]。
- 2020年6月12日，因2020年高雄市市長韓國瑜罷免案通過，正副市長及一級機關首長全數解職。
- 2022年12月6日，接受臺北市市長當選人蔣萬安邀請出任副市長[8]。

## 外部連結
- 李四川的Facebook專頁
- YouTube上的李四川頻道

| 中華民國政府職務                   | 中華民國政府職務                                         | 中華民國政府職務 |
| ---------------------------------- | -------------------------------------------------------- | ---------------- |
| 行政院                             |                                                          |                  |
| 前任： 陳威仁                      | 行政院秘書長 第三十四任 2014年3月1日－2015年1月26日      | 繼任： 簡太郎    |
| 政党职务                           |                                                          |                  |
| 中國國民黨                         |                                                          |                  |
| 前任： 洪秀柱（代理） 正任：曾永權 | 中國國民黨秘書長 第二十二任 2015年1月19日－2016年3月30日 | 繼任： 莫天虎    |